# Pico Turquino
Pico Turquino là điểm cao nhất ở Cuba. Nó nằm ở phần phía đông nam của hòn đảo, trong dãy núi Sierra Maestra trong khu tự quản Guamá, tỉnh Santiago de Cuba.
Tên của nó được cho là một hình thức viết sai của màu ngọc lam (tiếng Tây Ban Nha: turquesa). Ngọn núi này được đặt tên như vậy vì quan sát thấy nó có màu xanh trong những trường hợp nhất định. Đỉnh núi này lần đầu tiên được đề cập (dưới tên "Tarquino") trên bản đồ được Gerardo Kramer vẽ trong những năm cuối thế kỷ 18.
Một bức tượng bán thân của José Martí, do Jilma Madera chạm khắc, được đặt trên đỉnh để kỷ niệm một trăm năm ngày mất của ông.
Vườn quốc gia Turquino được thành lập trên một diện tích 229,38 km2 (88,56 sq mi) xung quanh đỉnh núi.